# Черкасская городская община
Черкасская городская община (укр. Черкаська міська громада) — территориальная община в Черкасском районе Черкасской области Украины. Административным центром городской общины является город Черкассы. Создана на месте Черкасского городского совета 12 июня 2020 года распоряжением Кабинета Министров Украины. Община состоит из города Черкассы и пгт Оршанец.

## Население
| Название | Население (2001) |
| -------- | ---------------- |
| Черкассы | 292761           |
| Оршанец  | 795              |

## Географическое расположение
Городская община находится на правом берегу Кременчугского водохранилища. Пгт Оршанець является анклавом и находится на территории Русскополянской общины. На северо-западе граничит с Будищенской общиной и Золотинской общиной золотинского района. На юго-западе граничит со Степанковской общиной, а на западе — с Русскополянской. Крайняя северная точка находится на берегу вышеупомянутого водохранилища, крайняя южная точка находится неподалеку от ПАО «Азов», крайняя западная точка — пгт Оршанець, а крайняя восточная точка расположена рядом с заводом Химреактивов.